# Mognard
Mognard korábbi község (település) Franciaországban, Savoie megyében. 2016. január 1-jén Albens, Cessens, Épersy, Saint-Germain-la-Chambotte és Saint-Girod községekkel egyesült és az így létrejött Entrelacs új község része lett.
Lakosainak száma 409 fő (2018. január 1.). Mognard La Biolle, Épersy, Grésy-sur-Aix, Saint-Girod, Saint-Ours és Albens községekkel határos.

## Népesség
A település népességének változása:
| Lakosok száma | 204  | 162  | 175  | 208  | 256  | 405  | 423  | 424  | 432  | 409  |
|               | 1962 | 1968 | 1975 | 1982 | 1990 | 2008 | 2013 | 2015 | 2017 | 2018 |